# 1947 en chimie
Cet article présente les faits marquants de l'année 1947 en chimie.

## Évènements
- 30 mai : le chimiste américain Willard Frank Libby de l'université de Chicago introduit la datation au carbone 14 dans un article publié dans Science[1].
- Septembre : annonce de la découverte du prométhium en 1945 lors d'une réunion de l'American Chemical Society à New York[2].

## Prix
- Prix Nobel de chimie : Robert Robinson pour ses recherches sur les substances végétales d'importance biologique, particulièrement les alcaloïdes[3].
- Médaille Garvan-Olin : Mary Lura Sherrill[4]
- ACS Award in Pure Chemistry : Glenn T. Seaborg[5]
- Médaille Priestley : Warren K. Lewis[6],[7],[8]
- Médaille Davy : Linus Pauling en reconnaissance de ses contributions remarquables à la théorie de la valence et pour son application aux systèmes d'importance biologique[9],[10].
- Faraday Lectureship : Sir Robert Robinson[11]
- Claude S. Hudson Award in Carbohydrate Chemistry : Frederick J. Bates[12]
- Médaille William-H.-Nichols : George B. Kistiakowski[13]

## Naissances
- 15 janvier : Martin Chalfie, biologiste américain, prix Nobel de chimie en 2008.
- 11 mars : Bernard Meunier, chimiste et universitaire français.
- 24 avril : Roger Kornberg, biochimiste américain, prix Nobel de chimie en 2006.
- 23 mai : Ibrahim Guliyev, géologue et géochimiste soviétique et azerbaïdjanais.
- 25 juin[14] : Will Steffen (mort en 2023), chimiste américain.
- 29 juin : Jean-Paul Behr, chimiste français.
- 1er octobre : Aaron Ciechanover, biologiste israélien, prix Nobel de chimie en 2004.
- 8 décembre : Thomas Robert Cech, chimiste américain, prix Nobel de chimie en 1989.

## Décès
- 10 mars[15] : Gilbert Rougier (né en 1886), ingénieur-chimiste puis astronome français.
- 20 mars[16] : Victor Goldschmidt (né en 1888), chimiste norvégien.
- 16 mai[17] : Frederick Hopkins (né en 1861), biochimiste britannique, prix Nobel de physiologie ou médecine en 1929[18].
- 13 novembre[19] : Raphael Eduard Liesegang (né en 1869), photographe et chimiste des colloïdes allemand.
- 1er décembre[20] : Franz Fischer (né en 1877), chimiste allemand.
- 17 décembre[21] : Joannes Brønsted (né en 1879), chimiste danois.